# Antocianidina reduttasi
La antocianidina reduttasi è un enzima appartenente alla classe delle ossidoreduttasi, che catalizza la seguente reazione:
un flavan-3-olo + 2 NAD(P)+ ⇄ una antocianidina + 2 NAD(P)H + H+
L'enzima forma i 2,3-cis-flavan-3-oli. I 2,3-trans-flavan-3-oli isomerici sono formati, a partire dai flavan-3,4-dioli, dalla leucoantocianidina reduttasi (numero EC 1.17.1.3). Mentre l'enzima del legume Medicago truncatula (MtANR) utilizza sia il NADPH che il NADH come riducenti, quello della pianta Arabidopsis thaliana (AtANR) usa solo NADPH. Inoltre mentre la preferenza per il substrato da parte di MtANR è, nell'ordine, per cianidina, pelargonidina e delfinidina, AtANR ha preferenza opposta.